# Lapsias
Genre
Lapsias est un genre d'araignées aranéomorphes de la famille des Salticidae.

## Distribution
Les espèces de ce genre se rencontrent en Équateur, au Venezuela et en Colombie.

## Liste des espèces
Selon World Spider Catalog (version 23.0, 29/05/2022) :
- Lapsias canandea Maddison, 2012
- Lapsias ciliatus Simon, 1900
- Lapsias cyrboides Simon, 1900
- Lapsias estebanensis Simon, 1900
- Lapsias guamani Maddison, 2012
- Lapsias iguaque Muñoz-Charry, Galvis & Martínez, 2022
- Lapsias lorax Maddison, 2012
- Lapsias quimbaya Muñoz-Charry, Galvis & Martínez, 2022
- Lapsias tayrona Muñoz-Charry, Galvis & Martínez, 2022
- Lapsias tequendama Muñoz-Charry, Galvis & Martínez, 2022
- Lapsias tovarensis Simon, 1901
- Lapsias walekeru Muñoz-Charry, Galvis & Martínez, 2022

## Systématique et taxinomie
Ce genre a été décrit par Simon en 1900 dans les Attidae.

## Publication originale
- Simon, 1900 : « Descriptions d'arachnides nouveaux de la famille des Attidae. » Annales de la Société Entomologique de Belgique, vol. 44, p. 381-407 (texte intégral).